# Campeonato Europeo de Curling Masculino de 2023
El XLIX Campeonato Europeo de Curling Masculino se celebró en Aberdeen (Reino Unido) entre el 18 y el 25 de noviembre de 2023 bajo la organización de la Federación Mundial de Curling (WCF) y la Federación Escocesa de Curling.
Las competiciones se realizaron en el recinto Curl Aberdeen de la ciudad escocesa.

## Tabla de posiciones
| Pos | Equipo          | G | P | G–P |
| --- | --------------- | - | - | --- |
| 1   | Italia          | 9 | 0 | –   |
| 2   | Escocia         | 7 | 2 | –   |
| 3   | Suiza           | 6 | 3 | 1–1 |
| 4   | Suecia          | 6 | 3 | 1–1 |
| 5   | Noruega         | 6 | 3 | 1–1 |
| 6   | Alemania        | 4 | 5 | –   |
| 7   | Países Bajos    | 3 | 6 | –   |
| 8   | República Checa | 2 | 7 | –   |
| 9   | Turquía         | 1 | 8 | 1–0 |
| 10  | Finlandia       | 1 | 8 | 0–1 |

## Cuadro final
|  | Semifinales | Semifinales |   |        | Final        | Final |  |
|  |             |             |   |        |              |       |  |
|  |             |             |   |        |              |       |  |
|  | Italia      | 6           |   |        |              |       |  |
|  | Suecia      | 7           |   |        |              |       |  |
|  |             |             |   |        |              |       |  |
|  |             |             |   |        |              |       |  |
|  |             |             |   |        | Suecia       | 5     |  |
|  |             | Escocia     | 6 |        |              |       |  |
|  |             |             |   |        |              |       |  |
|  |             |             |   |        |              |       |  |
|  |             |             |   |        | Tercer lugar |       |  |
|  |             |             |   |        |              |       |  |
|  | Escocia     | 7           |   | Italia | 4            |       |  |
|  | Suiza       | 4           |   |        | Suiza        | 8     |  |

## Medallistas
| Evento | Oro                                                                        | Plata                                                                                          | Bronce                                                                                  |
| ------ | -------------------------------------------------------------------------- | ---------------------------------------------------------------------------------------------- | --------------------------------------------------------------------------------------- |
| Equipo | Escocia Bruce Mouat Grant Hardie Robert Lammie Hammy McMillan Kyle Waddell | Suecia · Niklas Edin · Oskar Eriksson · Rasmus Wranå · Christoffer Sundgren · Daniel Magnusson | Suiza · Benoît Schwarz · Yannick Schwaller · Sven Michel · Pablo Lachat · Kim Schwaller |